# Karlshamn

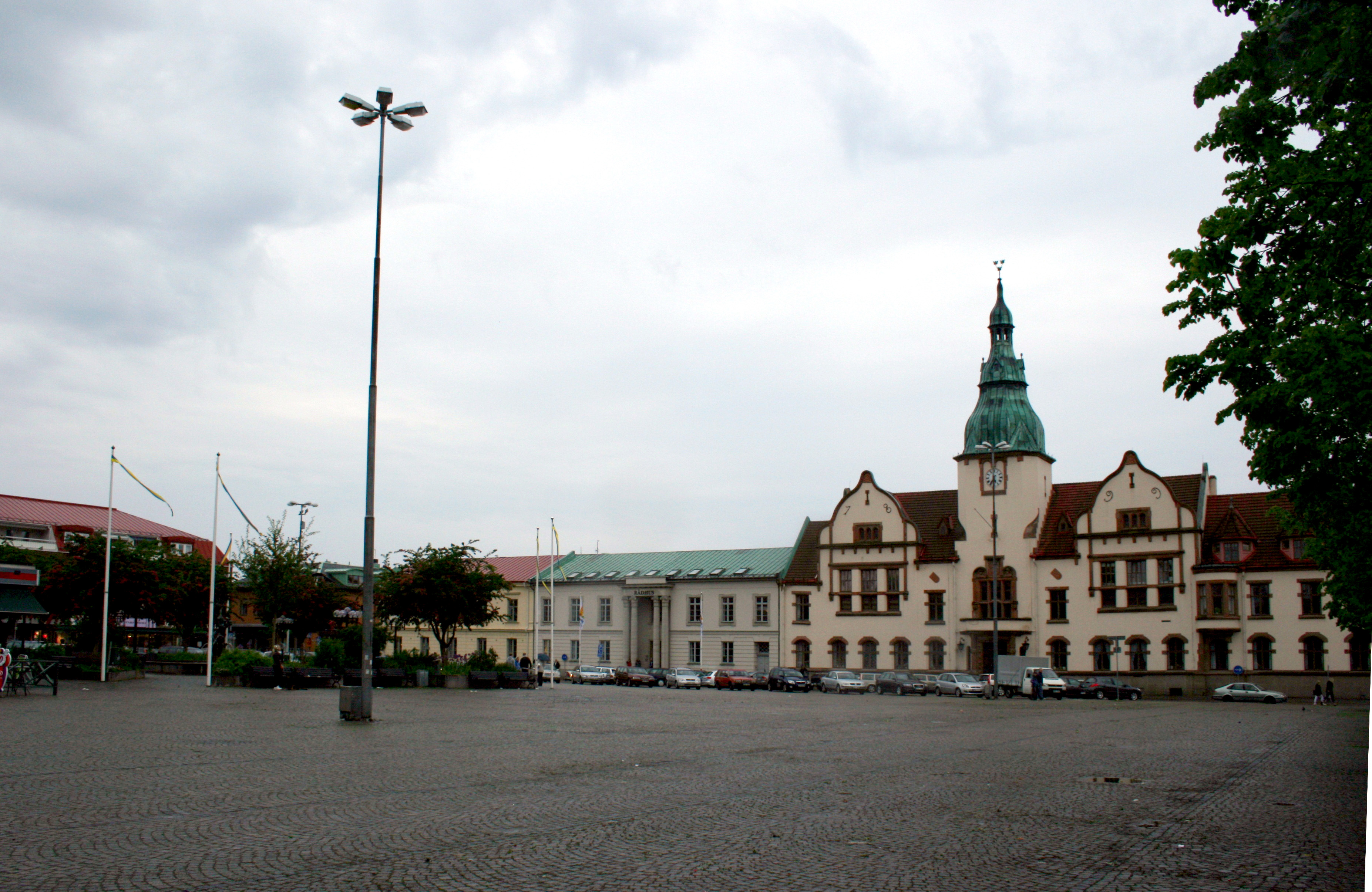
Piața centrală cu primăria

Karlshamn este un oraș în Suedia.

## Demografie
| \| Evoluția demografică a zonei urbane Karlshamn, 1970–2015 \| Evoluția demografică a zonei urbane Karlshamn, 1970–2015 \| Evoluția demografică a zonei urbane Karlshamn, 1970–2015 \| Evoluția demografică a zonei urbane Karlshamn, 1970–2015 \| Evoluția demografică a zonei urbane Karlshamn, 1970–2015 \| \| --------------------------------------------------------------------------------------- \| -------------------------------------------------------- \| -------------------------------------------------------- \| -------------------------------------------------------- \| -------------------------------------------------------- \| \| An \| \| \| Locuitori \| \| \| 1970 \| 1970 \| \| 17.193 \| 17.193 \| \| 1975 \| 1975 \| \| 17.447 \| 17.447 \| \| 1980 \| 1980 \| \| 17.872 \| 17.872 \| \| 1990 \| 1990 \| \| 18.394 \| 18.394 \| \| 1995 \| 1995 \| \| 18.671 \| 18.671 \| \| 2000 \| 2000 \| \| 18.392 \| 18.392 \| \| 2005 \| 2005 \| \| 18.768 \| 18.768 \| \| 2010 \| 2010 \| \| 19.075 \| 19.075 \| \| 2015 \| 2015 \| \| 20.112 \| 20.112 \| \| Sursa: SCB - Statistika Centralbyrån, Folkmängden per tätort. Vart femte år 1960 - 2016 \| \| \| \| \| |      |  |           |        |
| Evoluția demografică a zonei urbane Karlshamn, 1970–2015 |      |  |           |        |
| An |      |  | Locuitori |        |
| 1970 | 1970 |  | 17.193    | 17.193 |
| 1975 | 1975 |  | 17.447    | 17.447 |
| 1980 | 1980 |  | 17.872    | 17.872 |
| 1990 | 1990 |  | 18.394    | 18.394 |
| 1995 | 1995 |  | 18.671    | 18.671 |
| 2000 | 2000 |  | 18.392    | 18.392 |
| 2005 | 2005 |  | 18.768    | 18.768 |
| 2010 | 2010 |  | 19.075    | 19.075 |
| 2015 | 2015 |  | 20.112    | 20.112 |
| Sursa: SCB - Statistika Centralbyrån, Folkmängden per tätort. Vart femte år 1960 - 2016 |      |  |           |        |